# Куб Линка
Куб Линка — это методика оценки интеллектуальных процессов и когнитивных функций. Наиболее простой и хорошо изученной в клинике формой наглядно-действенного мышления является процесс решения конструктивных задач, а его наиболее простой моделью могут служить задачи типа кубиков Кооса или куба Линка. В школе А. Р. Лурия эта методика с успехом использовалась для анализа «лобного» синдрома. В детской психологии под названием «Уникуб» она входит в арсенал развивающих игр.

## Методика
Методика была заимствована из области изучения трудовой деятельности человека и широко применяется сейчас в клинической практике и психодиагностике для исследований различных нарушений психики: находчивости, устойчивости внимания и эмоциональных реакций. Она направлена на изучение наглядного (конструктивного) мышления, на исследование развития у человека комбинаторных способностей, наблюдательности, пространственного мышления, способностей к анализу и структурированию мыслей, последовательности выполнения собственного плана.
Испытуемому нужно построить большой куб из 27 маленьких кубиков с длиной ребра в 4 см, все грани которого были бы одного определенного (например, жёлтого) цвета. В наборе 8 кубиков имеют три стороны определенного цвета, 12 — две стороны, 6 — одну сторону и 1 — ни одной стороны заданного цвета.
По инструкции испытуемому нужно сложить одноцветный куб (3Х3Х3). При этом засекалось время и человек должен был справиться с заданием как можно быстрее (за 15 мин). Если у него не получается, психолог объясняет и показывает ему, как надо и предлагает сложить повторно, но уже другого цвета (красного или жёлтого). После того как исследуемый сложил свой первый куб, например, жёлтый, психолог разбирает его и просит теперь собрать куб другого цвета. В третий раз — оставшегося цвета.

## Выполнение в норме и патологии
Куб Линка у большинства здоровых испытуемых вызывает чувство увлеченности, задора и энтузиазма (не только у детей, но и у взрослых). Едва начав работу по складыванию, человек испытывает обычно азартное желание как можно быстрее закончить, не прибегая к посторонней помощи. Замечено, что повышению данного желания к завершению играет секундомер на рабочем столе в поле зрения испытуемого. У некоторых больных такое желание закончить и чувство вовлечённости достигает слишком сильной, неадекватной степени: заметив под конец задания, что у них не получается, они раздражаются, и разрушают все сделанное, злятся, иногда негодуют из-за условий задания, бывает, наоборот — начинают длительно и тщательно переделывать начатое, не разрешая себя прервать и протестуя против всякой помощи. Весьма болезненно переживают свои неудачи. Такая обостренная самолюбивая реакция на успех, неудачи и оценки экспериментатора наблюдается часто у психопатов.
Эмоционально неустойчивые больные, особенно подростки, при неудачах нередко проявляют бурную реакцию: демонстративно отказываются продолжать работу, начинают грубить экспериментатору. А если, почти завершив задание, обнаруживают недочет, то рушат всю конструкцию.
При поражениях теменно-затылочных отделов левого полушария существенно ухудшается возможность выполнения описанных выше задач на конструктивную деятельность, из-за нарушения пространственных синтезов. Больные этой группы беспомощно перебирают кубики Линка, не зная, какое положение следует придать фигурам, чтобы они совпали с поставленными условиями в задаче.
Для них характерно наличие желания продолжать работу и наличие общего плана дальнейшей работы для достижения поставленной цели — об этом свидетельствует как длительный ряд проб, так и критическое отношение к своим ошибкам и недочетам.
Иной характер носит выполнение тех же задач у больных с поражением лобных долей мозга. Эти больные не обнаруживают каких-либо трудностей в нахождении нужных пространственных действий, решений; однако сама деятельность выполнения задачи оказывается у них грубо нарушенной. Больные не подвергают предложенный им образец кубика анализу, не обращают внимания на цвета всех граней и импульсивно размещают кубики согласно непосредственно полученным впечатлениям.

## Способы выполнения методики
Возможно, несколько качественно различных способов выполнения этого задания. Самый примитивный из них — это метод проб и ошибок, когда испытуемый без всякой системы выбирает кубики, что указывает на слабое развитие у него абстрактно-логического мышления. Как правило, таким способом решить задачу не удается.
Более совершенным способом работы является последовательный подбор кубиков к намеченному мысленно месту (с первого раза). Это означает, что испытуемый создал мысленный образ процесса и результата своей деятельности, удерживает алгоритм в сознании и соотносит с ним свои фактические манипуляции. Осуществление деятельности таким методом указывает на относительно высокое развитие способности к аналитико-синтетической деятельности.
В терапевтических целях на развитие взаимопонимания, сотрудничества и отношений возможно применение методики в совместной работе матери и ребёнка. При этом инструкции остаются прежними.